# 图瓦里 (伊夫林省)
图瓦里（法語：Thoiry，法語發音：[twaʁi]）是法国伊夫林省的一个市镇，属于朗布依埃区。

## 地理
图瓦里（48°51'56"N, 1°47'38"E）面积7.09 平方千米，位于法国法蘭西島大區伊夫林省，该省份为法国北部内陆省份，北起瓦兹河谷省，西接厄尔省，西南接厄尔-卢瓦省，东南接埃松省，东临上塞纳省。
与图瓦里接壤的市镇（或旧市镇、城区）包括：欧图耶、昂德吕、古皮耶尔、马克、维利耶勒马约。

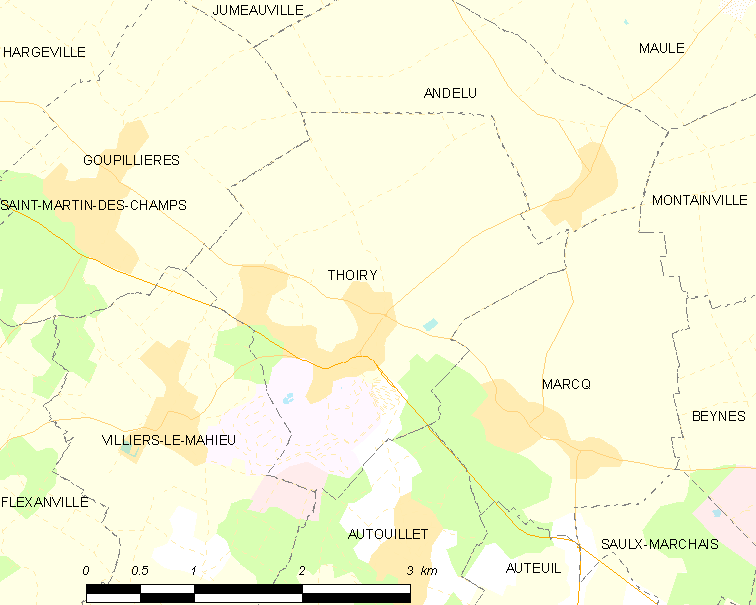
的OSM定位图

图瓦里的时区为UTC+01:00、UTC+02:00（夏令时）。

## 行政
图瓦里的邮政编码为78770，INSEE市镇编码为78616。

## 政治
图瓦里所属的省级选区为欧贝让维尔县。

## 人口

1962-2008年间人口变化图示

图瓦里于2022年1月1日时的人口数量为1432人。